# USS LST-262
O USS LST-262 foi um navio de guerra norte-americano da classe LST que operou durante a Segunda Guerra Mundial.